# Malinoa
Malinoa (auch: Mallenoah) ist eine winzige Insel im Norden von Tongatapu im Pazifik. Sie gehört politisch zum Königreich Tonga.

## Geografie
Das Motu liegt weit vor der Nordküste der Hauptinsel Tongatapu, ungefähr auf derselben südlichen Breite wie Tau, weiter im Osten. Die nächstgelegenen inseln, im Süden sind Velitoa Hihifo, Velitoa Hahake und ʻOnevai.

## Klima
Das Klima ist tropisch heiß, wird jedoch von ständig wehenden Winden gemäßigt. Ebenso wie die anderen Inseln der Tongatapu-Gruppe wird Malinoa gelegentlich von Zyklonen heimgesucht.